# Palette des Sulu
Prioniturus verticalis
Espèce
Statut de conservation UICN

 CR C2a(i) : 
En danger critique
Statut CITES
La Palette des Sulu (Prioniturus verticalis) est une espèce d'oiseaux appartenant à la famille des Psittaculidae.

## Description
Cet oiseau mesure environ 30 cm de long. Il est proche de la Palette momot.

## Répartition
Elle est endémique des forêts pluviales de l'archipel de Sulu, aux Philippines.